# Wapen van Maashorst

Het wapen van Maashorst

Het wapen van Maashorst werd op 21 juni 2022 per Koninklijk besluit aan de Noord-Brabantse gemeente Maashorst toegekend. De gemeente is op 1 januari 2022 ontstaan door een fusie van de voormalige gemeenten Landerd en Uden. Het wapen combineert de wapens van deze voorgaande gemeenten.

## Geschiedenis
Om tot een nieuw gemeentewapen te komen zijn de heemkundekringen uit Uden, Schaijk & Reek, Zeeland en de Noord-Brabantse Commissie voor Wapen- en Vlaggenkunde (NBCWV) gevraagd mee te denken en advies te geven over het ontwerp. Zij kwamen ze tot een unaniem advies voor een ontwerp gebaseerd op het wapen van Uden en het wapen van Landerd. De oude wapens werden als volgt gecombineerd: In het oude wapen van Uden is het hartschild vervangen door het schild uit het wapen van Landerd en is het geheel gekroond zoals het wapen van Landerd al was.

## Verwante wapens

Wapen van Uden
Wapen van Landerd